# أبنر ريد
أبنر ريد (بالإنجليزية: Abner Read)‏ هو ضابط أمريكي، ولد في 5 أبريل 1821 في يوربانا في الولايات المتحدة، وتوفي في 7 يوليو 1863 في باتون روج في الولايات المتحدة.